# Azur (Landes)
Azur ist eine französische Gemeinde im Département Landes in der Region Nouvelle-Aquitaine. Die aktuell 973 Einwohner (Stand 1. Januar 2022) werden Azurien(ne)s genannt.

## Geographie
Azur liegt nordwestlich des Étang de Soustons (Teich von Soustons) 6 Kilometer nordwestlich von Soustons und 9 Kilometer östlich von Moliets-et-Maa zwischen dem Staatswald Forêt Domaniale de Vielle-Saint-Girons und dem Gemeindewald Forêt communale de Soustons im Forêt des Landes.

## Einwohnerentwicklung
| Jahr          | 1968 | 1975 | 1982 | 1990 | 1999 | 2009 | 2017 |
| Einwohner     | 347  | 362  | 357  | 377  | 448  | 575  | 842  |
| Quelle: INSEE |      |      |      |      |      |      |      |

## Sehenswürdigkeiten
- Kirche Saint-Jean-Baptiste

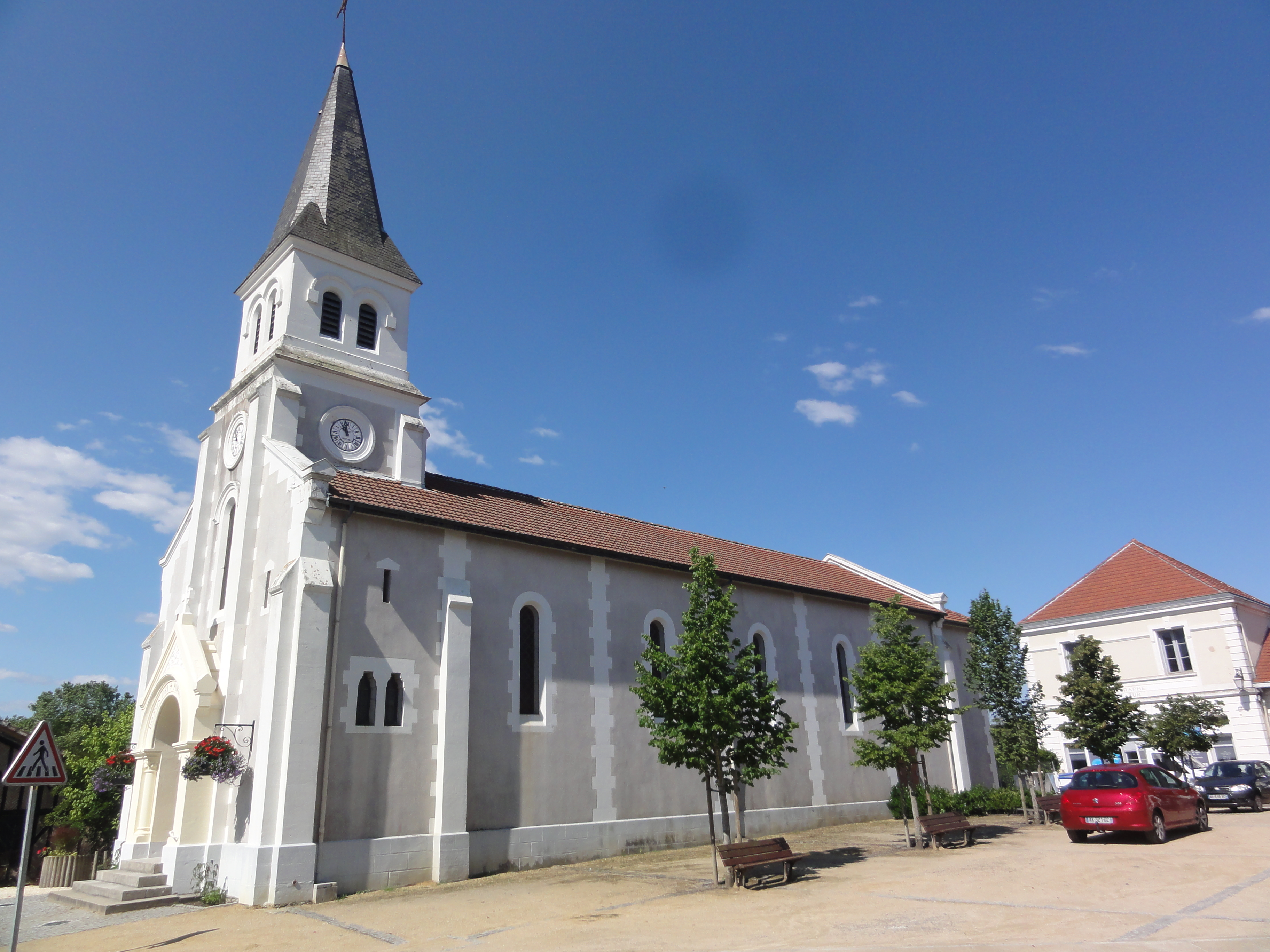
Kirche Saubt-Jean-Baptiste

- Der Étang de Soustons gehört zu den Site Inscrit (landschaftliche Denkmale).
- Das Maison de Nogaro (Haus von Nogaro) ist seit 1994 in das Zusatzverzeichnis der Monuments historiques (Denkmale) eingetragen. Es handelt sich um einen Bauernhof, der im 19. Jahrhundert erbaut worden ist.[2]

## Wirtschaft
Ein Haupterwerbszweig in Azur ist die Forstwirtschaft. Es gibt ein Sägewerk und eine Fischzucht vor Ort. Landwirtschaftlich angebaut wird vor allem Spargel und Mais.